# Az alvók (Sanctuary – Génrejtek)
Az alvók (Sleepers) a Sanctuary – Génrejtek című kanadai sci-fi-fantasy televíziós sorozat második évadjának tizedik epizódja.

## Ismertető
|  | Alább a cselekmény részletei következnek! |

Egy házaspár autóbaleset nyomaira bukkan az út szélén. A lezuhant autóban egy halott férfit találnak, azonban az a következő pillanatban eltűnik, végül a helyszínen már csak házaspár szétmarcangolt maradványai várják a Helen Magnust és Will Zimmermant.
Helen egy parkoló videófelvételén az autóban meghalt fiatalembert, Chad Spencert (Chad Rook) látja viszont, ráadásul éppen meggyilkolja egykori szobatársát, Darrent (Ryan Kennedy). Ezután az „elméletileg” halott Darren és Chad elkapják barátnőjüket, Lorát (Meghan Ory), lelövik őt, majd másodpercekkel később a lány is feléled.
Mivel Henry és Nagyfiú egy nagyon fontos és titkos küldetésen van – Helen elárulja, hogy a Comic-Con képregényfesztiválon vannak –, Will maga kutat nyomok után. A rendőrségi eltűnések alapján közös eseményt talál az áldozatok múltjában, mindannyian egy mexikói drogklinikán jártak eltűnésük előtt, melyet Dr. Heinrich Baumschlager professzor vezet. A csapat Mexikóba repül és nagy meglepetésükre Nikola Tesla áll a furcsa hangzású név mögött. Tesla látszólag rehabilitációs klinikát vezet, ám a háttérben saját kutatásain dolgozik. Gazdag szülők drogfüggő gyerekeit gyógyítja ki a függésből, ám a kezelés közben olyan gént ültetett testükbe, mely által haláluk után vámpírrá válnak. A DNS-t úgy programozta, hogy 30 évvel késleltesse a vámpírgének felülkerekedését, ám hiba csúszott a számításába, mert nem számított a korai halálra, ami azonnal aktiválja a vámpírgéneket.
A újdonsült vámpírok rátalálnak Tesla régi jegyzeteire, mely szerint a vámpírok egykor a legintelligensebb faj voltak a Földön, akik előtt hódoltak az emberek. A fiatalok ugyanerre a hatalomra vágynak és egy saját vámpírbirodalom felépítését tervezik. Eközben a vámpírcsapat új társakat „szerez”, ami a klinikán megfordult fiatalok esetében be is válik. Mikor azonban megpróbálkoznak a populáris hit szerinti módon, vérszívással is vámpírokat létrehozni és Lora kiszívja iskolai csoporttársuk, Steve vérét, az újraéledés nem történik meg. A zavart vámpírok Mexikóba készülnek, hogy válaszokat kapjanak a „professzortól”. Teslát, Helent és Willt az utcán támadják meg, a harcból kívül maradó Tesla büszkeséggel figyeli teremtményeit, miközben Helent és Will küzd. A vámpírok végül elkapják őt, de Lorát lelövi Magnus.
Tesla megpróbálja elmagyarázni a fiatal vámpíroknak, mi voltak a valódi terve. Az uralkodásra termett sanguine vampirus faj a bolygó legnemesebb faja volt, melyet újjá kívánt teremteni, de míg Nikola ezzel várt volna 30 évet, a vámpírcsapat ezt azonnal szeretné elérni.
A Menedékben Will és Kate kihallgatja Lorát, kiszedik belőle, hol tartják fogva Nikolát. Helennek eszébe jut, hogy Teslának biztosan volt valami beépített biztonsági terve, és a Menedék borospincéjében rá is találnak az átváltozás folyamatát visszafordító fegyverre. Helen, Kate és Will betörnek a fiúk búvóhelyére, ám meglepetésükre Tesla már nem fogoly, hanem a vámpírok mentora, és a csapat megkötözve végzi. Később Tesla elárulja nekik, hogy az egész csak színjáték volt, majd a fegyverrel sikerül is visszaalakítania az egyik vámpírlányt és felveszi a harcot a többi vámpírral. Helen és társai eközben kiszabadítják magukat, és Nikola segítségére sietnek. Chad marad utolsóként, aki túszul ejti Kate-et. Nikola verekedésbe bonyolódik vele, majd miközben a fegyverrel visszaváltoztatja Chadet, ő maga is emberré változik és képességeit elveszíti.
Helen teljes erőbedobással próbálja megoldani Tesla problémáját, mivel az Ötök mindegyike már meghalt vagy eltűnt, Tesla visszaváltozásával Helen maradna a csoport utolsó tagja. Azonban a lehangolt Tesla újra erejének gyenge jeleit észleli magán...
|  | Itt a vége a cselekmény részletezésének! |

## Fogadtatás
A mania.com a klisésnek ígérkező vámpír-sztori ellenére az évad legjobb epizódjának titulálta a részt. Nikola Tesla humora, lendülete vitte előre a történetet. A szupergazdag ifjú titán vámpírok bizonyos szintig nevetségesnek tűnnek, ám eltökéltségük és Tesla kutatásainak tökéletesítésben elért eredményük segít komolyabban venni őket. Tesla visszaváltozása pedig ígéretes jövőbeni témát jelent az elkövetkező évad számára. A Popsyndicate oldalán ezzel szemben a cikk írója leragadt az „idióta tinivámpírok, idióta tini filmezene” gondolatsornál, ráadásul a cikkíró szerint Kate karakterét is visszarántotta a rész az előző epizódbeli nagyszerű alakítása után.